# Чалагантепе

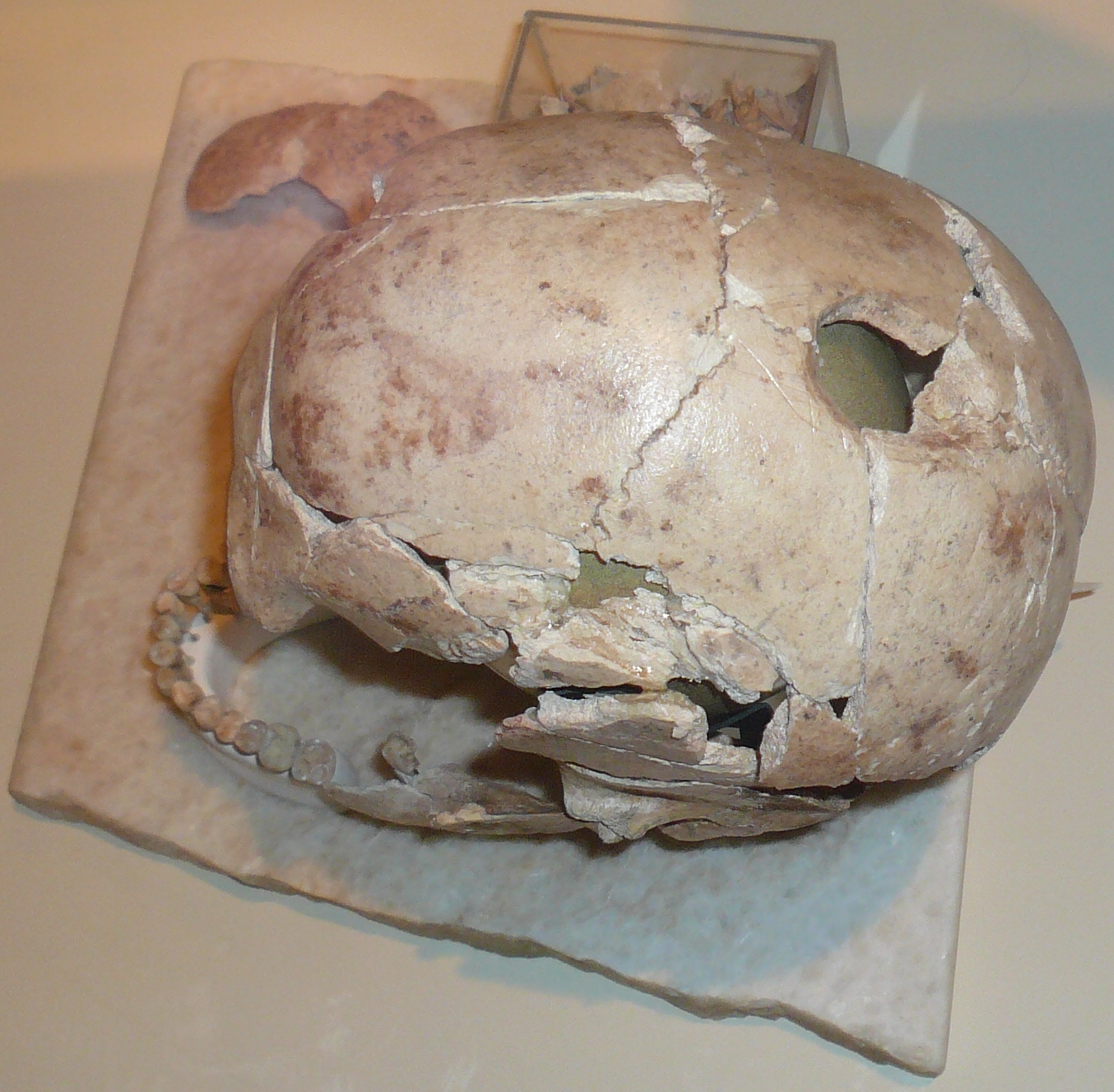
Человеческий череп со следами трепанации, найденный в Чалагантепе. 5-е тысячелетие до н. э. Музей истории Азербайджана, Баку

Чалагантепе (азерб. Çalağantəpə) — поселение эпохи энеолита, расположенный близ села Афетли Агдамского района Азербайджана. В Чалагантепе были обнаружены остатки жилых и промышленных строений, глиняных кувшинов и могилы.
Здания, построенные из сырого кирпича имеют округлую форму. Стены одного из домов окрашены известью, а поверх — красной краской. В одном из промышленных строений найдены обугленные во время пожара остатки зёрен пшеницы, ячменя. В другом строении были обнаружены три крупных зарытых в землю кувшина.
Население Чалагантепе вело оседлый образ жизни, занималось земледелием и скотоводством. Широко было распространено искусственное орошение. В Чалагантепе были найдены остатки каменных и костяных, гончарных образцов материальной культуры. Обнаруженная здесь глиняная и окрашенная голова свиньи является одной из самых ранних образцов скульптуры в Закавказье.
Умершие в Чалагантепе были захоронены (иногда в согнутом положении) с богатыми и изысканными украшениями под полами домов, или же во дворе домов. Из одной могилы было обнаружено более 2000 украшений.
Благодаря радиоуглеродному анализу древесного угля, найденного в Чалагантепе возраст поселения указывается как I половина 5-го тысячелетия до н. э. В открытом с 1983 года в городе Агдам «Музее хлеба» самыми древними экспонатами были находки из Чалагантепе.